# Liste der Bodendenkmäler in Benningen
Auf dieser Seite sind die Bodendenkmäler in der schwäbischen Gemeinde Benningen zusammengestellt. Diese Tabelle ist eine Teilliste der Liste der Bodendenkmäler in Bayern. Grundlage ist die Bayerische Denkmalliste, die auf Basis des Bayerischen Denkmalschutzgesetzes vom 1. Oktober 1973 erstmals erstellt wurde und seither durch das Bayerische Landesamt für Denkmalpflege geführt wird. Die folgenden Angaben ersetzen nicht die rechtsverbindliche Auskunft der Denkmalschutzbehörde.

## Bodendenkmäler der Gemeinde

### Bodendenkmäler im Ortsteil Benningen
| Lage                                | Objekt | Akten-Nr.     | Bild           |
| ----------------------------------- | --- | ------------- | -------------- |
| Benningen (Standort)                | Siedlung der Bronzezeit. | D-7-8027-0072 |                |
| Benningen (Standort)                | Freilandstation des Mesolithikums. | D-7-8027-0115 |                |
| Benningen Hauptstraße 21 (Standort) | Pfarrkirche St. Peter und Paul Mittelalterliche und frühneuzeitliche Befunde im Bereich der Katholischen Pfarrkirche St. Peter und Paul in Benningen. | D-7-8027-0117 | weitere Bilder |
| Benningen (Standort)                | Riedkapelle Mittelalterliche und frühneuzeitliche Befunde im Bereich der Katholischen Kapelle zum Hochwürdigen Gut (Riedkapelle).                     | D-7-8027-0118 | weitere Bilder |
| Benningen (Standort)                | Siedlung der Urnenfelderzeit, Wüstung der frühen Neuzeit.                                                                                             | D-7-8027-0181 |                |